# Alla Verechtchaguina
Alla Verechtchaguina (en russe : Алла Глебовна Верещагина), née le 20 août 1925, à Sarapoul (selon d'autres données, à Leningrad) et morte le 11 janvier 2016, à Moscou, est une historienne et critique d'art russe et soviétique, auteur de nombreux travaux sur l'histoire de l'art figuratif en Russie, docteur en histoire de l'art (1977), pédagogue, professeure (1980), membre effective de l'Académie russe des beaux-arts (1997) ; membre-correspondante de l'Académie des beaux-arts d'URSS depuis 1988, membre émérite des Beaux-Arts de la fédération de Russie (1992),, membre de l'Union des artistes de l'URSS depuis 1951.

## Biographie
Alla Verechtchaguina est née en 1925 à Sarapoul, qui se trouvait à l'époque dans l'oblast de l'Oural de la République socialiste fédérative soviétique de Russie (aujourd'hui partie de l' Oudmourtie, Russie). Selon d'autres données, elle serait née à Leningrad.
Elle étudie à l'université d'État de Saint-Pétersbourg, et, en 1951, elle obtient son diplôme d'historienne de l'art de la faculté d'histoire de l'université d'État de Saint-Pétersbourg.
Puis, elle travaille au Musée russe à titre de collaboratrice scientifique et prend part à la création du catalogue du Musée russe. Peinture du XVIIIe siècle au début du XXe siècle (Leningrad ; édit. Aurora, 1980).
En 1976, Alla Verechtchaguina défend sa thèse sur le sujet La peinture d'histoire russe et les problèmes de l'art des années 1860 au XIXe siècle (Русская историческая живопись и проблемы искусства „шестидесятых годов“ XIX века). En 1977, elle obtient le titre de docteur en histoire de l'art et, depuis 1980, elle enseigne. Pendant plus de quinze ans, elle est professeure d'histoire de l'art à l' Institut Répine.
Alla Verechtchaguina a écrit plusieurs monographies consacrées à l'histoire de la peinture russe et à la critique artistique, et encore à l'œuvre de nombreux peintres russes tels que Konstantin Troutovski (ru), Viatcheslav Schwartz (dont elle étudie particulièrement le tableau Scène de la vie quotidienne des tsars russes), Nikolaï Iarochenko, Fiodor Bruni, Nikolaï Gay, Vassili Perov, Vassili Verechtchaguine et d'autres encore,. Pour sa monographie sur Fiodor Bruni, elle obtint le Prix de l'Union des artistes d'URSS (ru). En 1988, elle obtient la médaille d'argent de l'Académie des beaux-Arts de l'URSS pour sa monographie Nikolaï Gay.
En 1992, Alla Verechtchaguina est nommée Artiste émérite de la Fédération de Russie. En 1997, elle est élue Membre effective de l'académie russe des beaux-arts.
Elle a travaillé également comme chercheuse principale à l'Institut de recherche sur la théorie et l'histoire des beaux-arts de l'académie russe des beaux-arts.

## Ouvrages d'Alla Verechtchaguina
- Constantin Troutovski, Moscou, Art, 1955 (Константин Александрович Трутовский, 1826—1893, Москва, Искусство, 1955).
- Viatcheslav Schwartz, Leningrad- Moscou, (Вячеслав Григорьевич Шварц, Ленинград—Москва,) Искусство, 1960.
- Nikolaï Iarochenko, Leningrad, 1967 (Николай Александрович Ярошенко, Ленинград, Художник РСФСР, 1967).
- Artiste, époque, histoire, (Художник, время, история.) Essai sur la peinture historique russe du XVIIIe siècle au début du XXe siècle, Leningrad, 1973 (Очерки русской исторической живописи XVIII — начала XX века, Ленинград, Искусство, 1973).
- Critique de l'art russe progressiste de la seconde moitié du XIXe siècle, Moscou, 1979 (Русская прогрессивная художественная критика второй половины XIX века, Москва, Изобразительное искусство, 1979 -ensemble avec N Bespalovoï).
- Fiodor Bruni (Федор Антонович Бруни) Léningrad, Ленинград, Художник РСФСР, 1985.
- Nikolaï Gay (Николай Николаевич Ге), Leningrad, Ленинград, Художник РСФСР, 1988,  (ISBN 5-7370-0011-7).
- Problèmes de la peinture historique chez Vassili Perov (Некоторые проблемы исторической живописи В. Г. Перова), 1988.
- Peinture d'histoire dans l'art russe, les années 1860 au XIXe siècle, Moscou, 1990 (Историческая картина в русском искусстве. Шестидесятые годы XIX века), Москва, Искусство, 1990,  (ISBN 5-210-00311-6).
- Critique d'art russe du milieu à la seconde moitié du XVIIe siècle, Moscou, 1991, Institut de recherche de l'académie russe des beaux-arts (Русская художественная критика середины — второй половины XVIII века,) НИИ РАХ, Москва, 1991.
- Critique d'art russe de la fin du XVIIIe siècle au début du XIXe siècle, Moscou, Institut de recherche de l'académie russe des beaux arts, 1992 (Русская художественная критика конца XVIII — начала XIX века), Москва, НИИ РАХ, 1992.
- Quelques problèmes contemporains de l'étude de la créativité (Некоторые современные проблемы изучения творчества)В. В. Верещагина, 1993.
- Critique d'art russe des années 20 du XIXe siècle, Institut de recherche de l'académie russe des beaux-arts (Русская художественная критика двадцатых годов XIX века, Москва, НИИ РАХ), 1997.
- Critiques d'art : essais de l'histoire de la critique d'art russe du milieu du XVIIIe siècle au premier tiers du XIXe siècle (Критики и искусство: очерки истории русской художественной критики середины XVIII — первой трети XIX века,) Москва, Прогресс-Традиция, 2004,  (ISBN 5-89826-213-X).
- (ru) Alla Verechtchaguina (Верещагина, Алла Глебовна), V. Schwartz (В. Г. Шварц), Leningrad, [Искусство (издательство)],‎ 1960, 170 p.
- (ru) Alla Verechtchaguina (Верещагина, Алла Глебовна.), Tableau d'histoire dans l'art russe ( Историческая картина в русском искусстве. Шестидесятые годы XIX века), t. 2, Moscou, Искусство,‎ 1990, 229 p. (ISBN 5-210-00311-6), chap IV. (Поиски новых выразительных средств), p. 152-211